# راننده کامیون (فیلم)
راننده کامیون (انگلیسی: Trucker) فیلمی است که در سال ۲۰۰۸ منتشر شد. از بازیگران آن می‌توان به میشل موناهن، ناتان فیلیون، جیمی بنت، بنجامین برت و جوی لورن آدامز اشاره کرد.